# Kaos (Film)
Kaos ist eine italienische Literaturverfilmung, die 1984 unter der Regie der Brüder Paolo und Vittorio Taviani gedreht wurde. Sie beruht auf Novellen des Schriftstellers Luigi Pirandello.

## Handlung
Der Film besteht aus fünf Novellen Pirandellos, die im 19. Jahrhundert auf Sizilien spielen. Ein Rabe leitet von einer Erzählung zur nächsten über.
- L’altro figlio (Der andere Sohn) handelt von einer Mutter, die sich nach zwei ausgewanderten Söhnen sehnt, den verbliebenen und hilfsbereiten aber meidet.
- Mal di luna (Mondsüchtig) erzählt von einem mondsüchtigen Mann und seiner jungen Ehefrau.
- La Giara (Der Krug) handelt von einem geizigen Mann, der erkennen muss, wie vergänglich Besitz und Reichtum sind.
- Requiem erzählt von sizilianischen Bauern, die das Recht einfordern, in der Erde, die sie bebauen, auch begraben zu werden.
- In Colloquio con la madre (Gespräch mit der Mutter) kehrt Pirandello selbst, gerufen von seiner verstorbenen Mutter, in sein Elternhaus zurück und erinnert sich an seine Jugend.

## Hintergrund
Luigi Pirandello wurde in einem Vorort Agrigents auf einem kleinen Landgut geboren, das „Caos“ hieß (sizilianisch für Heimat). Daher leitet sich der Filmtitel ab. Die fünf Novellen stammen aus der Sammlung Novellen für ein Jahr.

## Kritiken
Lexikon des internationalen Films: „Trotz volkstümlicher und bisweilen schwankhafter Züge sind die Geschichten breit, ernst und symbolschwer erzählt und durch Rahmenhandlung und Epilog in philosophische Dimensionen überhöht. Großes poetisches Erzählkino und zugleich vielschichtige Reflexion über Probleme des Erzählens.“

## Auszeichnungen
Der Film wurde mit drei Filmpreisen prämiert.
- Silbernes Band der Italian National Syndicate of Film Journalists 1985 in der Kategorie Bestes Drehbuch
- David di Donatello 1985 in den Kategorien Bestes Drehbuch und Beste Produktion